# Immanuel Kant
Immanuel Kant (ur. 22 kwietnia 1724 w Królewcu, zm. 12 lutego 1804 tamże) – niemiecki filozof, profesor logiki i metafizyki na Uniwersytecie Albrechta w Królewcu. Jeden z najwybitniejszych reprezentantów oświecenia.
Kant zasłynął głównie jako epistemolog i etyk, ale zajmował się też:
- estetyką;
- filozofią przyrody i nauki – w tym matematyki i fizyki;
- filozofią polityki.

W dziedzinie estetyki połączył doktryny racjonalistyczne i empiryczne. Podobnie jak część racjonalistów i empirystów był krytyczny do w pełni realistycznego wyjaśniania obserwacji, przez co jest zaliczany do idealistów. Charakterystycznym elementem jego doktryny była transcendentalność – opinia, że podmiot jest poznawczym warunkiem przedmiotu. Przez to jego epistemologia jest znana jako idealizm transcendentalny lub krytyczny i kontrastowana z idealizmem subiektywnym niektórych empirystów jak poprzedzający go George Berkeley. Część poglądów Kanta odróżnia go też od innych empirystów:
- spekulował o rzeczywistości niedostępnej zmysłom, konkretniej o rzeczach samych w sobie, które nazwał noumenami, a także o Bogu;
- wierzył w możliwość wiedzy a priori, także wykraczającej poza samą logikę.

Z drugiej strony Kant był też krytyczny do klasycznej metafizyki, np. dotychczasowych prób dowodzenia istnienia Boga jak te u tomistów i G.W. Leibniza. Pod tym względem kantyzm czerpie z empiryzmu; jest też znany jako filozofia krytyczna.
Królewiecki filozof to także twórca deontologii – jednego z głównych kierunków etyki obok etyki cnót i konsekwencjalizmu; etyka Kantowska jest kontrastowana zwłaszcza z utylitaryzmem.
Kant otwiera poczet klasycznych idealistów niemieckich; do kantyzmu odwoływały się też neokantyzm (kontynuacja), fenomenologia (rewizja) oraz pozytywizm logiczny (opozycja). Z tego ostatniego wywodzi się bliższy Kantowi popperyzm znany też jako krytyczny racjonalizm. Kantyzm wywarł też wpływ na szkoły i kierunki, z którymi kontrastował; tomizm to system filozoficzny oparty na epistemologii realistycznej i dążący do wiedzy drogą metafizyki, jednak jedną z postaci neotomizmu jest tomizm transcendentalizujący.
Dzieło Kanta Krytyka czystego rozumu umieszczone zostało w Indeksie ksiąg zakazanych dekretem z 1827 roku.

## Życiorys

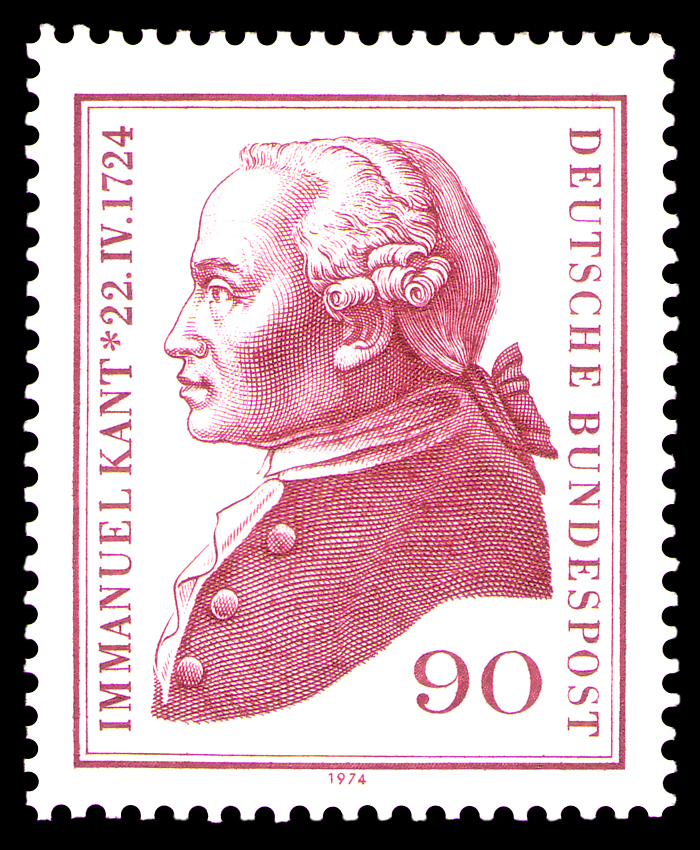
Immanuel Kant na znaczku

Immanuel Kant przez całe życie związany był z Królewcem. Jego ojciec był rzemieślnikiem, a matka córką pochodzącego ze Szkocji rymarza. W dzieciństwie Kant otrzymał surowe luterańskie wykształcenie. Dom rodzicielski i Collegium Fridericianum, do którego uczęszczał, znajdowały się pod wpływem pietyzmu (zwłaszcza kazań Franza Alberta Schultza).
W 1740 roku jako szesnastoletni chłopiec rozpoczął studia filozoficzne na Uniwersytecie Albrechta w Królewcu. Na uniwersytecie, gdzie głównie poświęcał się studiom przyrodniczym, zetknął się po raz pierwszy z filozofią oświecenia pod wpływem Knutzena, ucznia Wolffa. Studia uniwersyteckie zamknął pracą pt. Gedanken von der wahren Schützung der lebendigen Kräfte (1746). Zgłębiał między innymi koncepcję Leibniza. W 1746 roku był zmuszony przerwać naukę w związku ze śmiercią ojca.
W latach 1746–1755 zarabiał na życie, podejmując się prowadzenia prywatnych lekcji w okolicznych miejscowościach, co pozwoliło mu poznać elitę pruskiego społeczeństwa. Jednocześnie kontynuował własne badania filozoficzne i co kilka lat publikował nowe prace – pierwsza ukazała się w 1749 roku.
W 1755 opublikował anonimowo pracę Allgemeine Naturgeschichte und Theorie des Himmels. W tym samym roku wydał pracę magisterską: Meditationum quarundam de igne succincta delineatio i habilitował się na podstawie pracy Principiorum primorum cognitionis methaphysicae nova dilucidatio, w której starał się powiązać teorię Newtona z nauką Leibniza. Po śmierci Knutzena bezskutecznie zabiegał o katedrę po nim, pisząc w tym celu dysertację Monadologia physica (1756). W tym okresie, zwanym przedkrytycznym, Kant napisał kilka prac z dziedzin: estetyki, etyki, teologii i metafizyki.
W 1755 roku uzyskał etat na uczelni, początkowo jako Privatdozent. Ponieważ pensja uczelniana na tym stanowisku nie była wysoka, nadal prowadził prywatne lekcje. Podobno komentował to słowami, że lubi towarzystwo pięknych i wykształconych kobiet. Mimo tego do końca życia pozostał kawalerem. Przeszedł przez wszystkie szczeble kariery uniwersyteckiej, nim w 1770 roku, będąc czterdziestopięcioletnim mężczyzną, objął katedrę logiki oraz metafizyki Uniwersytetu Królewieckiego dzięki pracy De mundi sensibilis atque intelligibilis forma et principiis (1770). Był już wówczas uznanym wykładowcą i wpływowym filozofem. W tym czasie w jego myśleniu dokonał się zwrot ku filozofii krytycznej.
Praca pedagogiczna na uczelni bardzo go absorbowała – rzucił ją dopiero na trzy lata przed śmiercią. Pomimo tego znajdował czas na prowadzenie samodzielnych badań filozoficznych. Spędził na nich następną dekadę, czego efektem była publikacja napisanej w scholastycznym języku obszernej Krytyki czystego rozumu w 1781 roku – jednego spośród ważniejszych dzieł w historii filozofii. Ponieważ ta praca spotkała się z małym odzewem, w 1783 roku Kant wydał skromniejsze objętościowo i bardziej przystępne Prolegomena, zawierające wykład jego głównych idei. Pozostałe publikacje Kanta z okresu krytycznego to Uzasadnienie metafizyki moralności z 1785 roku, będące uproszczoną wersją Krytyki praktycznego rozumu z 1788 roku, oraz Krytyka władzy sądzenia z 1790 roku. W swych dziełach zajął się kolejno teorią poznania, etyką oraz estetyką. Pod koniec tego okresu pozostawał Kant pod wpływem empiryzmu Hume’a.
Jego uczniowie – w tym Reinhold, Beck i Fichte – przeszli od kantyzmu do radykalnego w formie idealizmu. W 1799 roku Kant napisał list otwarty do Fichtego, w którym potępił takie praktyki. Uważa się, że było to jego ostatnie wystąpienie filozoficzne.
Dzięki Kantowi prowincjonalny Uniwersytet w Królewcu stał się uznaną uczelnią. Niezachowany dom Kanta znajdował się przy Prinzessinenstraße na Woli Zamkowej. W dawnej katedrze królewieckiej, w której został pochowany i gdzie zachowało się jego mauzoleum (proj. Friedrich Lahrs 1923), znajduje się Muzeum Kanta; pamiątki z nim związane gromadzi też Museum Stadt Königsberg w Duisburgu.

## Upamiętnienie w Polsce
W Polsce upamiętnione są miejsca związane z pobytem Kanta – w Gołdapi pomnik przy ul. Lipowej, a w Jarnołtowie pamiątkowa tablica i rzeźba filozofa.
Rok 2024 władze województwa warmińsko-mazurskiego ogłosiły Rokiem Immanuela Kanta.

## Filozofia Kanta

### W skrócie
- Przestrzeń i czas to, według Kanta, formy zmysłowej naoczności.
- Wszystko, każda rzecz, którą widzimy, ma dla nas wymiary przestrzenne i zajmuje określone miejsce w czasie.
- Sposób ludzi na postrzeganie wszystkiego w trójwymiarowej przestrzeni i w czasie jest jedyną dostępną nam formą widzenia świata.
- Jedynym dostępnym sposobem myślenia jest używanie pojęć takich jak: stałość ⇔ zmienność; jedność ⇔ wielość; przyczyna ⇔ skutek.

### Wpływy
Koncepcje Kanta miały wielki wpływ na filozofię zachodnią. Już za jego życia znalazły odbicie – nie zawsze zgodne z jego intencjami – w pracach Reinholda, Becka i Fichtego, później zaś – Schellinga, Hegla oraz Novalisa. Po filozofii krytycznej nie sposób już było ujmować pojęć takich jak absolut, Bóg czy istota na sposób, w jaki czyniono to przed Kantem: kantyzm dał początek ruchowi filozoficznemu, który zyskał miano idealizmu niemieckiego.
Pierwszym poważniejszym krytykiem kantyzmu był Hegel. Uznał on tę filozofię za nazbyt formalną, abstrakcyjną i – przede wszystkim – ahistoryczną. Przeciwstawił jej koncepcję bazującą na wykrytym przez siebie prawie dialektyki. Dla odmiany Schopenhauer tworzył pod znacznym wpływem kantowskiego idealizmu transcendentalnego.
Pośród filozofów dwudziestowiecznych do Kanta nawiązywali w koncepcjach politycznych oraz etycznych między innymi Habermas oraz Rawls, a autentyczne odrodzenie jego myśli miało miejsce w pracach neokantystów: Cohena, Natorpa, Hartmanna i Cassirera.
Kant wpłynął też na intuicjonistów matematycznych. Przeciwstawiali się koncepcjom głoszonym przez logicystów (np. Fregego czy Russella) oraz formalistów (np. Hilberta).

## Projekt wiecznego pokoju
Opracowany przez Kanta Projekt Wieczystego Pokoju (Zum ewigen Frieden) z 1795 formułuje postulaty dla osiągnięcia trwałego pokoju między państwami:
Artykuły preliminaryjne (przygotowawcze):
1. „żaden traktat pokoju nie będzie poczytany za ważny, jeśli potajemnie zachowa się w nim materiał, który mógłby posłużyć jako zalążek przyszłej wojny”
2. „żadne samoistne państwo (małe, czy też duże, to rzecz obojętna) nie może być nabyte przez jakieś inne państwo drogą spadku, zamiany, kupna lub darowizny, gdyż jest ono społecznością ludzi, której nikt – prócz niego samego – nie może rozkazywać i dysponować nią.”
3. „wojska regularne (łac. miles perpetuus dosł. „wieczny żołnierz”) winny być z czasem zupełnie zniesione”
4. „w związku z zewnętrznymi zatargami państwa nie powinny być zaciągane żadne długi państwowe”
5. „żadne państwo nie powinno mieszać się przemocą do ustroju i rządów innego państwa”
6. „żadne państwo w stanie wojny z innym państwem nie może sobie pozwolić na takie wrogie kroki, które musiałyby uniemożliwić wzajemne zaufanie w przyszłym pokoju, jak: wynajmowanie skrytobójców (percussores), trucicieli (venefici), łamanie warunków kapitulacji, nakłanianie do zdrady (perduellio) w kraju, z którym prowadzi się wojnę itp.”

Artykuł 2 i 5 wydają się protestem przeciw rozbiorom Polski.
Artykuły definitywne (ostateczne):
1. „ustrój obywatelski w każdym państwie powinien być republikański” (podział władz)
2. „prawo międzynarodowe powinno opierać się na federacji wolnych państw”
3. „ogólnoświatowe prawo obywatelskie powinno być ograniczone do warunków powszechnej gościnności”

Dalej następują dwa uzupełnienia – „o gwarancji wiecznego pokoju” i „tajny artykuł do wiecznego pokoju”, oraz dwa dodatki, w których autor porusza stosunek moralności do polityki, przyznając pierwszeństwo tej pierwszej.

## Dzieła

### Dzieła przedkrytyczne
Pierwsza faza
- 1749: Gedanken von der wahren Schätzung der lebendigen Kräfte – pierwsza praca wydana drukiem
- 1755: Allgemeine Naturgeschichte und Theorie des Himmels
- 1755: Principiorum primorum cognitionis metaphysicae nova dilucidatio (Neue Erhellung der ersten Grundsätze metaphysischer Erkenntnisse) – praca habilitacyjna

Druga faza
- 1763: Untersuchung über die Deutlichkeit der Grundsätze der natürlichen Theologie und Moral – praca napisana na konkurs Akademii Berlińskiej – nie uzyskała nagrody
- 1763: Der einzig mögliche Beweisgrund zu einer Demonstration des Daseins Gottes
- 1763: Versuch den Begriff der negativen Größen in die Weltweisheit einzuführen
- 1764: Beobachtungen über das Gefühl des Schönen und Erhabenen
- 1766: Träume eines Geistersehers, erläutert durch Träume der Metaphysik

Trzecia faza
- 1770: De mundi sensibilis atque intelligibilis forma et principiis (Über die Form und die Prinzipien der sinnlichen und intelligiblen Welt) – praca broniona przed objęciem katedry (O formie i zasadach świata)

### Dzieła krytyczne
- 1781: Kritik der reinen Vernunft (Krytyka czystego rozumu) – zmienione i poprawione drugie wydanie ukazało się w 1787 roku
- 1783: Prolegomena zu einer jeden künftigen Metaphysik, die als Wissenschaft wird auftreten können (Prolegomena do wszelkiej przyszłej metafizyki, która będzie mogła wystąpić jako nauka)[8].
- 1785: Grundlegung zur Metaphysik der Sitten (Uzasadnienie metafizyki moralności)
- 1788: Kritik der praktischen Vernunft (Krytyka praktycznego rozumu)
- 1790: Kritik der Urteilskraft (Krytyka władzy sądzenia)
- 1797: Metaphysik der Sitten (Metafizyka moralności)

### Inne dzieła
- 1784: Idee zu einer allgemeinen Geschichte in weltbürgerlicher Absicht
- 1786: Metaphysische Anfangsgründe der Naturwissenschaft
- 1793: Die Religion innerhalb der Grenzen der bloßen Vernunft (Religia w obrębie samego rozumu)

### Publikacje pośmiertne
- 1882–1884: Reflexionen (wyd. Erdmann)
- 1889–1899: Lose Blätter (wyd. Reicke)
- 1939: Opus Postumum – zostało opublikowane dopiero w 1938 roku

### Polskie przekłady dzieł

#### Ważniejsze przekłady polskie
- Projekt wiecznego pokoju. Rozwaga filozoficzna, tłum. Józef Władysław Bychowiec (1796)
- Krytyka czystego rozumu, tłum. Piotr Chmielowski (1904) lub Roman Ingarden (1957)
- Krytyka praktycznego rozumu, tłum. Feliks Kierski (1911)
- Krytyka władzy sądzenia, tłum. Jerzy Gałecki (1986)
- Religia w obrębie samego rozumu, tłum. Aleksander Bobko (1993)
- Metafizyczne podstawy nauki o cnocie, tłum. Włodzimierz Galewicz (2004)
- Metafizyka moralności, tłum. Ewa Anna Nowak (2005)
- Metafizyczne podstawy nauki prawa, tłum. Włodzimierz Galewicz (2006)
- Dzieła zebrane, t. I: Pisma przedkrytyczne, tłum. zespół (2010)
- Dzieła zebrane, t. II: Krytyka czystego rozumu, tłum. zespół (2013)
- Dzieła zebrane, t. III: Prolegomena do wszelkiej przyszłej metafizyki, która ma wystąpić jako nauka. Ugruntowanie metafizyki moralności. Metafizyczne podstawy przyrodoznawstwa. Krytyka praktycznego rozumu, tłum. zespół (2013)
- Dzieła zebrane, t. IV: Krytyka władzy sądzenia, tłum. Mirosław Żelazny (2014)
- Dzieła zebrane, t. V: Religia w obrębie samego rozumu. Spór fakultetów. Metafizyka moralności, tłum. Aleksander Bobko, Mirosław Żelazny, Włodzimierz Galewicz (2011)
- Dzieła zebrane, t. VI: Pisma po roku 1781, tłum. zespół (2012)
- Korespondencja, tłum. Mirosław Żelazny, Marta Chojnacka (2018)
- Opus Postumum, tłum. Tomasz Kupś, Mirosław Żelazny (2019)

#### Literatura w języku polskim
- Friedrich Paulsen: Kant i jego nauka (tłumaczenie polskie 1903)
- Adam Żółtowski: Filozofia Kanta (1923)
- Stefan Harassek: Kant w Polsce przed rokiem 1830 (1916)

### Polskojęzyczne
- Utwory Kanta w serwisie Wolne Lektury
- Sławomir Molęda, Kantowska krytyka eudajmonizmu państwowego, „Histmag.org”, 23 czerwca 2009.
- Jerzy Kochan Niebieskie oczy Kanta
- Immanuel Kant, Prolegomena do wszelkiej przyszłej metafizyki która będzie mogła wystąpić jako nauka. filozofia.umk.pl. [zarchiwizowane z tego adresu (2016-05-13)].
- Dzieła zebrane Immanuela Kanta. [dostęp 2013-03-18]. [zarchiwizowane z tego adresu (2016-04-29)].
- Immanuel Kant, Krytyka praktycznego rozumu
- Polskie Towarzystwo Kantowskie
- Wprowadzenie do filozofii transcendentalnej Immanuela Kanta (seria trzech tekstów)
- Dzieła Immanuela Kanta w bibliotece Polona

### Angielskojęzyczne
- Brytyjskie Towarzystwo Kantowskie.
- Strona Steve’a Palmquista – pełna systematyzacja tekstów Kanta + dużo artykułów. (ang. • niem.)
- Kant, Immanuel (1724–1804) (ang.), Routledge Encyclopedia of Philosophy, rep.routledge.com [dostęp 2023-05-10].

 Artykuły na Internet Encyclopedia of Philosophy (ang.) [dostęp 2018-06-27]:

- Matt McCormick, Immanuel Kant: Metaphysics.  (Metafizyka Kanta)
- Colin McLear, Kant: Philosophy of Mind.  (Kantowska filozofia umysłu)

 Artykuły na Stanford Encyclopedia of Philosophy (ang.) [dostęp 2018-08-07]:

- Michael Rohlf, Immanuel Kant, 25 stycznia 2016.
- Martin Schönfeld, Michael Thompson, Kant’s Philosophical Development, 25 listopada 2014. (Filozoficzny rozwój Kanta)
- Catherine Wilson, Leibniz’s Influence on Kant, 30 stycznia 2018. (Wpływ Leibniza na Kanta)
- Robert Hanna, Kant’s Theory of Judgment, 23 października 2017. (Kantowska teoria sądu)
- Garrath Williams, Kant’s Account of Reason, 1 listopada 2017. (Kantowskie ujęcie rozumu)
- Michelle Grier, Kant’s Critique of Metaphysics, 29 marca 2018. (Kantowska krytyka metafizyki)
- Nicholas F. Stang, Kant’s Transcendental Idealism, 4 marca 2016. (Idealizm transcendentalny Kanta)
- Andrew Brook, Kant’s View of the Mind and Consciousness of Self, 22 stycznia 2013. (Kantowska teoria umysłu i samoświadomości)
- Lisa Shabel, Kant’s Philosophy of Mathematics, 19 lipca 2013. (Kantowska filozofia matematyki)
- Andrew Janiak, Kant’s Views on Space and Time, 10 października 2016. (Poglądy Kanta na przestrzeń i czas)
- Eric Watkins, Marius Stan, Kant’s Philosophy of Science, 18 lipca 2014. (Filozofia nauki Kanta)
- Graciella De Pierris, Michael Friedman, Kant and Hume on Causality, 11 grudnia 2013. (Kant i Hume o przyczynowości)
- Robert Johnson, Adam Cureton, Kant’s Moral Philosophy, 7 lipca 2016. (Filozofia moralna Kanta)
- Lara Denis, Eric Wilson, Kant and Hume on Morality, 29 marca 2018. (Kanta i Hume o moralności)
- Hannah Ginsborg, Kant’s Aesthetics and Teleology, 13 lutego 2013. (Estetyka i teleologia Kanta)
- Derek Pereboom, Kant’s Transcendental Arguments, 2 marca 2018. (Argumenty transcendentalne Kanta)
- Lawrence Pasternack, Philip Rossi, Kant’s Philosophy of Religion, 18 lipca 2014. (Kantowska filozofia religii)
- Frederick Rauscher, Kant’s Social and Political Philosophy, 1 września 2016. (Filozofia społeczno-polityczna Kanta)

### Niemieckojęzyczne
- Immanuel Kant Utwory
- Niemieckie Towarzystwo Kantowskie.
- Uniwersytet w Marburgu – teksty źródłowe w oryginale.